# Barraca del camí dels Muntanyesos VI
La Barraca del camí dels Muntanyesos VI és una obra del Pla de Santa Maria (Alt Camp) inclosa a l'Inventari del Patrimoni Arquitectònic de Catalunya.

## Descripció
És una barraca de planta rectangular amb la coberta mancada de pedruscall i terra, però que manté encara unes restes de la seva antiga cobertura de llosetes.
Presenta una cornisa amb les pedres col·locades al rastell. El seu portal capçat amb una llinda està orientat al sud. A l'interior hi ha una falsa cúpula amb una alçada màxima de 2'90m, una fondària de 2'40m i una amplada de 2'07m. Hi ha també una menjadora i una fornícula.